# ロサルバ・デ・カルロ

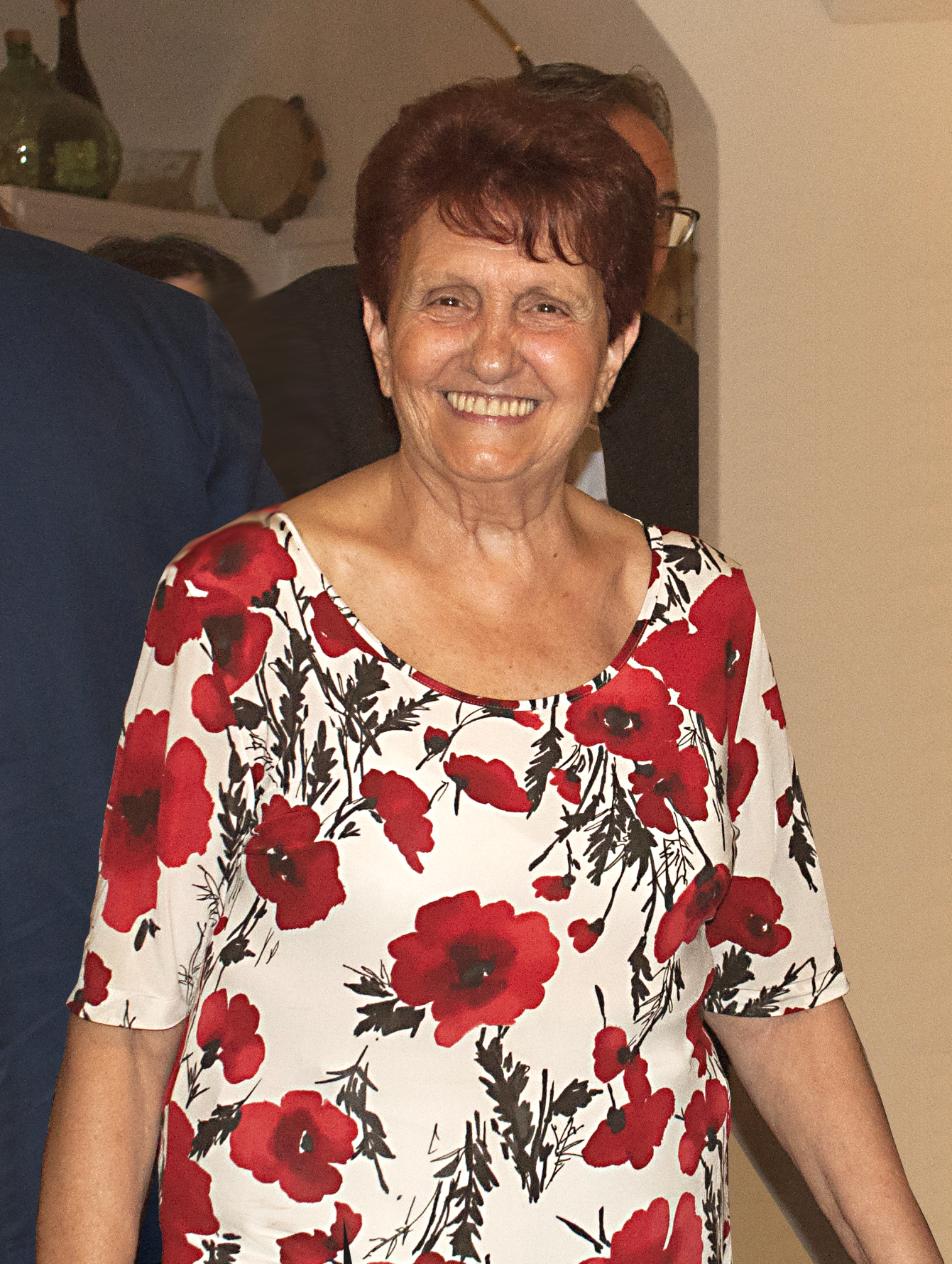
ロサルバ・デ・カルロ、2012年

ロサルバ・デ・カルロ（Rosalba De Carlo, 1939年10月14日 - ）は、イタリアの料理人。主にプッリャ州で活動し、レッチェにレストランを所有している。

## 経歴
アンドリアーニ・デ・ヴイト・ド・コリリアーノ・ドトラント男爵家の出身である。チェラーゾにある領地のサンタバーバラ（en）分離集落で育った。サンタバーバラでは地元の農民と接する機会が多く、毎日の料理の様子も観察しながら生活した。ロサルバによれば、この幼少期の経験が、高貴な料理から庶民の料理まで様々な古い食文化の知見を得ることにつながった。
ロサルバは、レッチェの自分のレストランの指導を行い、レストランの評判を高めることに貢献した。そして、ロサルバ自身も、レストラン以上に高い評判を得るようになった。
2008年11月25日には、サレント大学（it）で、イタリアユネスコ国内委員会の後援を受けて、サレントの郷土料理についての講演会を行った。ロサルバは単独でケーススタディの報告をした。後援会のポスターデザインには腕輪を付けた彼女の手が使われており、これは様々な社会的階層の料理の融和の象徴としての意味で選ばれた。